# Xirixtik
Xirixtik (en rus: Ширыштык) és un poble del krai de Krasnoiarsk, a Rússia, que el 2012 tenia 560 habitants. Pertany al districte de Karatuzski.